# Lactose
A lactose é o açúcar presente no leite e seus derivados. É um hidrato de carbono, mais especificamente um dissacarídeo, que é composto por dois monossacarídeos: a glicose e a galactose.
É o único hidrato de carbono do leite e é exclusiva desse alimento porque apenas é produzida nas glândulas mamárias dos mamíferos: no leite humano representa cerca de 7,2% e no leite de vaca cerca de 4,7%. Seu sabor é levemente doce e as leveduras não a fermentam, mas podem ser adaptadas para fazê-lo. Lactobacilos a transformam numa função mista de ácido carboxílico e álcool, que formam o ácido lático.

## Intolerância à lactose
Quando nascemos estamos aptos a digerir um açúcar encontrado no leite e em produtos lácteos em geral, chamado lactose. Esse açúcar quando ingerido sofre uma digestão por meio de uma enzima chamada lactase. Ela é responsável por quebrar a lactose em glicose para ser absorvida pelo intestino delgado e quando não ocorre esse processo, alguns sintomas como diarreia, flatulência, dores de barriga e inchaço no abdômen aparecem. Ou seja, a principal característica dessa patologia é quando a lactase é pouco produzida ou não está presente no nosso organismo. Essa intolerância pode ser genética ou surgir em decorrência de outras situações, como: cirurgia intestinal, infecções do intestino delgado causadas por vírus ou bactérias, que podem afetar as células do revestimento do intestino (geralmente em crianças), e doenças intestinais, como a doença celíaca.
A intensidade dos sintomas dependerá da quantidade de lactose ingerida e da quantidade de lactose que seu organismo tolera. Algumas pessoas são mais tolerantes do que outras, por isso alguns queijos, leites com baixo teor de lactose, iogurtes e leite fermentados podem ser consumidos por portadores do distúrbio, sem sentir sintomas muito severos da doença. O diagnóstico é determinado através dos sintomas citados e de exames clínicos.
Diferente da intolerância à lactose, a alergia à proteína do leite afeta em torno de 2% e 7,5% de crianças e é definida como uma reação adversa contra antígenos do leite de vaca. Na alergia ao leite, o sistema imunológico identifica as proteínas do leite de vaca como um agente agressor, o que ocasiona diarreia, gases, cólicas, distensão abdominal, lesões na pele, dificuldade de respirar, pequeno sangramento intestinal, entre outros. Esses sintomas mais comuns aparecem nos primeiros meses de vida e podem se desenvolver até os 3 anos de idade, diminuindo ou não com o passar dos anos.

## Alimentos sem lactose
O tratamento indicado para essas patologias é basicamente retirar ou diminuir a ingestão e frequência de alimentos que contenham esse açúcar (lactose) da alimentação (manteiga, queijo, creme de leite, iogurte etc). Uma preocupação importante é em complementar a alimentação com alimentos fonte de cálcio, principal fonte dos leites e derivados. Uma substituição inteligente são as bebidas à base de soja, peixes, frutas oleaginosas, vegetais escuros (couve, brócolis, espinafre), aipo, semente de gergelim.